# Lijst van bouwwerken van Wolter te Riele
Dit is een Lijst van bouwwerken van architect Wolter te Riele (1867-1937).
Te Riele, een leerling van Pierre Cuypers, staat vooral bekend als architect van neogotische kerken in het aartsbisdom Utrecht.
| Bouw      | Naam                                                  | Plaats                    | Bijzonderheden                                                                                              | Afbeelding |
| --------- | ----------------------------------------------------- | ------------------------- | --- | ---------- |
| 1894      | Woning in neorenaissancistische stijl aan de Brink 73 | Deventer                  | |            |
| 1896      | Uitbreiding Sint-Josephgesticht                       | Deventer                  | |            |
| 1901-1902 | Georgiusbasiliek                                      | Almelo                    | |            |
| 1901-1902 | Lucaskerk                                             | Elden                     | Verwoest in 1944                                                                                            |            |
| 1903      | Stephanuskerk                                         | Hertme                    | |            |
| 1904-1906 | Corneliuskerk                                         | Luttenberg                | |            |
| 1905-1906 | Petrus en Pauluskerk                                  | Cothen                    | Erkend als gemeentelijk monument                                                                            |            |
| 1907      | Jan-de-Doperkerk                                      | Wijk bij Duurstede        | Uitbreiding bestaande kerk met koor, transept en kapellen. Erkend als gemeentelijk monument.                |            |
| 1908-1915 | Bergkerk                                              | Deventer                  | Restauratie bestaande kerk                                                                                  |            |
| 1908      | Hervormde kerk                                        | Opeinde                   | |            |
| 1908      | O.L.V. Maria-hemelvaartkerk                           | Werkhoven                 | |            |
| 1909-1911 | Lambertuskerk                                         | Gestel (Eindhoven)        | |            |
| 1910      | O.L.V. Onbevlekte-Ontvangeniskerk                     | Hilversum                 | |            |
| 1912-1914 | Willibrorduskerk                                      | Coevorden                 | |            |
| 1912      | Nicolaaskerk                                          | Denekamp                  | Uitbreiding bestaande kerk met koor, transept, zijbeuken, kapellen                                          |            |
| 1912      | Jacobus de Meerderekerk                               | Lonneker                  | |            |
| 1912-1913 | St. Peterus en Paulus Kerk                            | Wegdam (heden Hengevelde) | Kerk verwoest tijdens bombardement 17 juli 1943                                                             |            |
| 1912-1913 | Sint-Bonifatiuskerk                                   | Lichtenvoorde             | |            |
| 1913-1914 | Antonius van Paduakerk                                | Millingen aan de Rijn     | Toren herbouwd na WOII                                                                                      |            |
| 1913-1914 | Franciscus van Assisikerk                             | Wolvega                   | Kerk afgebroken in 1938, toren is bewaard gebleven bij de nieuwe kerk                                       |            |
| 1913-1914 | Caeciliakerk                                          | Veldhoven                 | Uitbreiding in 1956 door C. Geenen                                                                          |            |
| 1913-1914 | Odulphuskerk                                          | Bakhuizen                 | |            |
| 1914-1915 | Hippolytuskerk                                        | Kanis                     | |            |
| 1914-1916 | Sint-Ansfriduskerk                                    | Amersfoort                | |            |
| 1914-1915 | Sint-Martinuskerk                                     | Beek (Montferland)        | Uitbreiding bestaande kerk met transept en koor                                                             |            |
| 1914-1915 | Willibrorduskerk                                      | Ossenisse                 | |            |
| 1915      | Pastorie in neogotische stijl                         | Heeze                     | |            |
| 1916-1918 | Willibrorduskerk                                      | Boven-Leeuwen             | |            |
| 1918      | Sint-Josephkerk                                       | Hooglanderveen            | |            |
| 1920      | O.L.V. van Lourdeskerk                                | Vlokhoven (Eindhoven)     | Uitbreiding in 1932-1933                                                                                    |            |
| 1920-1921 | Fredericuskerk                                        | Steggerda                 | |            |
| 1921-1922 | Philippus en Jacobuskerk                              | Koewacht                  | |            |
| 1921      | Jongensschool in neogotische stijl                    | Wijk bij Duurstede        | |            |
| 1921-1922 | Fredericuskerk                                        | Peperga                   | |            |
| 1922-1923 | Janskerk                                              | Sprundel                  | |            |
| 1922-1923 | Josefkerk                                             | Zeist                     | Ontwerp uit 1915                                                                                            |            |
| 1922-1931 | Sint-Jozefkerk                                        | Helmond                   | |            |
| 1923-1924 | Willibrorduskerk                                      | Ter Apel                  | Uitbreiding bestaande kerk                                                                                  |            |
| 1923      | Josephkerk                                            | Nieuw Heeten              | |            |
| 1923-1924 | Martelaren van Gorcumkerk                             | Stampersgat               | |            |
| 1924      | Gertrudiskerk                                         | Utrecht                   | |            |
| 1924      | Sint-Ludgeruskerk                                     | Utrecht (Zuilen)          | Afgebroken in 1977                                                                                          |            |
| 1924      | O.L.V. ten Hemelopnemingkerk                          | Veendam                   | Herbouw koor voor bestaande kerk                                                                            |            |
| 1924-1925 | Johannes de Doperkerk                                 | Montfoort                 | |            |
| 1924      | Theresiakerk                                          | Breda                     | Afgebroken in 1973                                                                                          |            |
| 1924-1925 | Jansbasiliek                                          | Laren                     | |            |
| 1925-1926 | Wirokerk                                              | Oosterwierum              | |            |
| 1925-1927 | Gregorius de Grotekerk                                | Axel                      | Herbouw koor voor bestaande kerk                                                                            |            |
| 1925-1927 | St. Marienkirche                                      | Kamp-Lintfort (Duitsland) | Bedoeld als noodkerk.                                                                                       |            |
| 1926      | Lambertuskerk                                         | Gemonde                   | |            |
| 1926-1927 | O.L.V. van Altijddurende Bijstandkerk                 | Hengelo                   | |            |
| 1927-1928 | Heilig Hart van Jezuskerk                             | Arnhem                    | |            |
| 1927      | Klooster zusters Fransiscanessen                      | Stampersgat               | |            |
| 1927      | Martelaren-van-Gorcumkerk                             | Varsselder                | |            |
| 1927-1928 | Heilig Hart van Jezuskerk                             | Bosschenhoofd             | Zwaar beschadigd in 1945. Herbouw in 1946 door J. Hurks, oorspronkelijk schip en koor zijn bewaard gebleven |            |
| 1928      | Rooms-katholieke school                               | Hengelo                   | Nu St Janschool voor basisonderwijs                                                                         |            |
| 1929      | Anthonius Abtkerk                                     | Bergen op Zoom            | Verwoest in 1944                                                                                            |            |
| 1929-1930 | H. Drie-eenheidkerk                                   | Oldenzaal                 | |            |
| 1931-1932 | Petrus' Bandenkerk                                    | Gilze                     | Herbouw koor, kapellen en sacristie voor bestaande kerk                                                     |            |
| 1931-1932 | St. Josefkirche                                       | Kamp-Lintfort (Duitsland) | |            |
| 1934-1935 | Theresia-van-het-Kind-Jezuskerk                       | Borne                     | |            |

## Referentie
- Archimon - Wolter te Riele